# Misère de la philosophie
Misère de la philosophie ou Misère de la philosophie. Réponse à la philosophie de la misère de M. Proudhon est une œuvre de Karl Marx parue en juin 1847 à Bruxelles en son exil. Son titre constitue une reprise inversée de l'ouvrage de Proudhon, Philosophie de la misère. Le texte est écrit en français bien que la plupart des œuvres de Marx soient écrites en allemand. Il s'agit d'une critique, reprenant point par point les arguments avancés dans Philosophie de la misère et tentant de les démonter ou de montrer qu'ils enfoncent des portes ouvertes.

## Résumé
L'ouvrage est composé des deux chapitres : I. « Une découverte scientifique » qui traite la théorie de la valeur, le temps de travail, la monnaie et l'excédent de travail ; II. « La métaphysique de l'économie politique » qui traite les sept méthodes, la division du travail, la concurrence, le monopole, la propriété, la rente et les grèves.
Selon Marx, il faut sortir de la philosophie pour analyser le monde dans une nouvelle perspective de l'économie politique, fondée sur le désir de changer la société. La philosophie doit être l'arme intellectuelle du prolétariat.
Il a aussi critiqué la théorie de Proudhon sur l'impôt sur la consommation, et sur son refus de la grève. Enfin le texte se termine par une citation de George Sand : « Le combat ou la mort : la lutte sanguinaire ou le néant. C'est ainsi que la question est invinciblement posée. »
De son côté, Proudhon jugera ainsi la Misère de la philosophie de Marx ;
« Marx est le ténia du socialisme » (Carnet, 24 sept. 1847)
« Contradictions économiques.- Tous ceux qui en ont parlé jusqu’ici l’ont fait avec une suprême mauvaise foi, envie ou bêtise. Ch. Marx, Molinari, Vidal, Univers religieux […] » (Carnet, 20 nov. 1847).
Dans les notes qu'il porte sur son exemplaire de Misère de la philosophie, le mot de « calomnie » revient à plusieurs reprises.